# Gare de Shin Kani
La gare de Shin Kani (新可児駅, Shin Kani-eki) est une gare ferroviaire de la ville de Kani, dans la préfecture de Gifu au Japon. Elle est exploitée par la compagnie Meitetsu.

## Situation ferroviaire
La gare, en cul-de-sac, est située au point kilométrique (PK) 14,9 de la ligne Hiromi.

## Historique
La gare est inaugurée le 28 décembre 1918.

## Service des voyageurs

### Accueil
La gare dispose d'un bâtiment voyageurs, avec guichets, ouvert tous les jours.

### Desserte
- Ligne Hiromi :
  - voie 1 : direction Mitake
  - voies 2 et 3 : direction Inuyama et Meitetsu Nagoya

### Intermodalité
La gare de Kani de la compagnie JR Central est située à proximité immédiate.